# ان‌جی‌سی ۶۳۳۴
ان‌جی‌سی ۶۳۳۴ یک سحابی گسیلشی در صورت فلکی کژدم است که در سال ۱۸۳۷ میلادی توسط جان هرشل ستاره‌شناس انگلستانی در دماغه امیدنیک رصد شد.

## نگارخانه